# 558398 Nagysándor
558398 Nagysándor è un asteroide della fascia principale. Scoperto nel 2013, presenta un'orbita caratterizzata da un semiasse maggiore pari a 2,8365886 au e da un'eccentricità di 0,0935179, inclinata di 3,20887° rispetto all'eclittica.